# Günther von Berg

Günther von Berg

Günther Heinrich Freiherr von Berg (* 27. November 1765 in Schwaigern bei Heilbronn; † 9. September 1843 in Oldenburg) war ein deutscher Politiker im Großherzogtum Oldenburg.

## Familie und Adelserhebung
Die Stammreihe seiner Familie beginnt mit Veit vom Berg (Vitus de Monte) (1541–1610), Pfarrer in Rüdisbronn (heute Ortsteil von Bad Windsheim) in Mittelfranken. Im 18. Jahrhundert wandelte die nichtadelige Familie ihren Namen vom Berg eigenmächtig in von Berg.
Berg wurde als großherzoglich oldenburgischer Geheimrat, Mitglied des Staats- und Kabinett-Ministeriums sowie als Kommandeur des St.-Stephans-Ordens am 19. Juni 1838 in Schloss Schönbrunn mit Adelsbrief vom 29. August 1838 in Wien in den österreichischen Freiherrnstand erhoben. Die oldenburgische Anerkennung folgte am 7. Dezember 1838.

## Leben
Berg entstammte einer Handwerker- und Beamtenfamilie. Er war der Sohn des reichsgräflich-neippergischen Amtmanns Friedrich Christoph von Berg (1733–1807) und der Maria Veronika geb. Hummel (1741–1797). Nach dem Besuch des Gymnasiums in Öhringen studierte er von 1783 bis 1786 Jura an der Eberhard Karls Universität Tübingen und absolvierte anschließend ein halbjähriges Praktikum am Reichskammergericht in Wetzlar, wo er wichtige Anstöße für seine spätere wissenschaftliche Tätigkeit erhielt.
Im Mai 1787 wurde er Sekretär des Reichsgrafen Leopold von Neipperg. Auf mehreren Reisen nach Wien lernte er die Praxis des dortigen Reichsgerichts kennen. In diesen Jahren veröffentlichte er auch seine ersten wissenschaftlichen Arbeiten. 1792 ging er nach Göttingen, um eine größere Untersuchung über das Reichskammergericht abzuschließen. Mit Unterstützung des bekannten Staatsrechtslehrers Johann Stephan Pütter erhielt Berg dann ab 1794 eine außerordentliche Professur nebst Beisitz im Spruchkollegium Göttingen. Nachträglich erhielt er außerdem in Tübingen den Doktortitel. Berg, der ein schneller Arbeiter von großer Schaffenskraft war, veröffentlichte in diesen Jahren eine Reihe gründlicher Untersuchungen und gab außerdem noch zwei Zeitschriften heraus.

### Hannover
Im Oktober 1800 trat er in den Staatsdienst des Kurfürstentums Hannover und wurde Hofrat bei der Justizkanzlei Hannover sowie Rechtskonsulent Advocatus patriae der Regierung. Hierbei wirkte er unter anderem bei der Besitznahme und Säkularisation des Hochstifts Osnabrück mit und beschäftigte sich mit der Frage der Behördenreorganisation. Daneben fand er noch Zeit für eine Anzahl rechts- und staatswissenschaftlicher Arbeiten, von denen besonders das mehrbändige Handbuch des teutschen Polizeyrechts zu nennen ist, das wohl sein bedeutendstes Werk darstellt.

### Schaumburg-Lippe
Nach der Einverleibung Hannovers in das Königreich Westphalen trat Berg in die Dienste des Fürsten Georg Wilhelm von Schaumburg-Lippe in Bückeburg, für den er schon vorher nebenamtlich als Rechtsberater tätig gewesen war. Am 27. März 1810 wurde er zum Präsidenten des Regierungskollegiums dieses Zwergstaates ernannt, dessen Verwaltung er in den folgenden Jahren modernisierte. Im August 1814 war Berg als Gesandter der Fürstentümer Schaumburg-Lippe und Waldeck Teilnehmer des Wiener Kongresses, wo er als einer der Vertreter der deutschen Kleinstaaten eine einflussreiche Rolle spielte und bei der endgültigen Gestaltung der Deutschen Bundesakte mitwirkte. Im Juni 1815 kehrte er nach Bückeburg zurück und traf die entscheidenden Vorarbeiten für die Einführung der Landständischen Verfassung, die 1816 in Kraft gesetzt wurde.

### Oldenburg

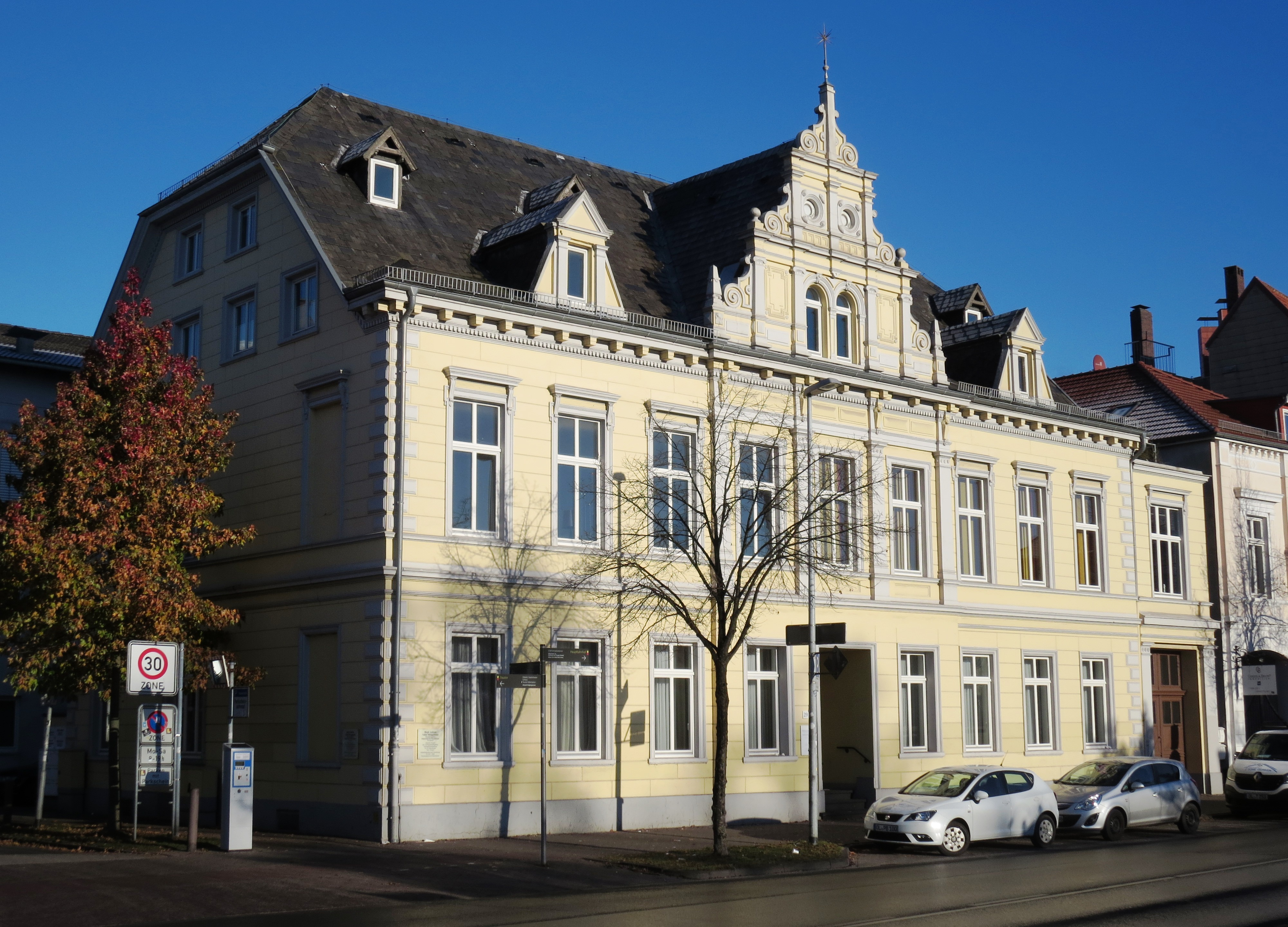
Von Berg`sches Haus in Oldenburg, Stau 29

1815 war Berg in den Staatsdienst des Großherzogtums Oldenburg übergetreten. Am 14. Oktober 1815 wurde er zum Präsidenten des Oberappellationsgerichts Oldenburg ernannt, allerdings von der Ausübung seiner Amtspflichten entbunden und zum Gesandten beim Bundestag des Deutschen Bundes in der Freien Stadt Frankfurt bestimmt. 1819/20 nahm er als oldenburgischer Vertreter an den Konferenzen zur Wiener Schlussakte teil. Im Juni 1821 wurde er aus Frankfurt abberufen und trat im August in Oldenburg das Amt als Präsident des Oberappellationsgerichts an, das er bis zum Dezember 1829 innehatte. Gleichzeitig wurde er am 23. Juli 1821 mit dem Titel Geheimer Rat zum zweiten Mitglied des neugebildeten Staats- und Kabinettsministeriums ernannt. Diese Tätigkeit als de facto Minister beanspruchte wiederum den Hauptteil seiner Arbeitskraft. In den folgenden Jahren war er für eine Reihe ganz unterschiedlicher Bereiche zuständig, so etwa für das Verhältnis zum Deutschen Bund und zu den übrigen Bundesstaaten, für allgemeine Finanz- und Hoheitsangelegenheiten und für die Domänenverwaltung. Außerdem nahm er auf die Regelung der katholischen Kirchenangelegenheiten Einfluss und verfolgte hier einen betont staatskirchlichen Kurs. Zwischen 1830 und 1832 wurde ihm auch die Leitung der internen Vorarbeiten für eine landständische Verfassung übertragen. Neben einer eigenen Ausarbeitung verfasste er den abschließenden Entwurf eines Grundgesetzes, der allerdings später, nach dem Abebben der revolutionären Bewegung, auf Anordnung des Großherzogs zu den Akten gelegt wurde. 1834 nahm Berg als oldenburgischer Vertreter an den Wiener Ministerialkonferenzen teil. Nach dem Ausscheiden des Freiherrn Karl Ludwig von Brandenstein wurde Berg schließlich am 1. Juli 1842 zum ersten Mitglied des Ministeriums und zum Staats- und Kabinettsminister ernannt. Bereits im folgenden Jahr starb er allerdings an Speiseröhrenkrebs.
Als enger Mitarbeiter des Herzogs Peter Friedrich Ludwig und des Großherzogs Paul Friedrich August spielte Berg eine wichtige Rolle in der Verwaltung des Landes. Er begann seine Laufbahn als aufgeklärter Reformkonservativer, wandelte sich aber spätestens seit seinem Eintritt in den oldenburgischen Staatsdienst zu einem Status-quo-Konservativen, der sich aus Überzeugung oder Resignation auf die Sicherung des Bestehenden beschränkte.

## Familie
Berg war seit dem 23. August 1795 verheiratet mit Sophie Caroline Amalie geb. Stromeyer (1777–1868), der Tochter des Göttinger Medizinprofessors Ernst Johann Friedrich Stromeyer (1750–1830) und dessen Ehefrau Marie Magdalena Johanne von Blum (1756–1848). Das Ehepaar hatte fünf Söhne und fünf Töchter, darunter:
- Friedrich Adolf von Berg (1798–1889), Abgeordneter im Oldenburgischen Landtag
- Carl Heinrich Edmund von Berg (1800–1874), bedeutender Forstmann
- Emilie von Berg (1805–1862). Sie heiratete den oldenburgischen Kammerpräsidenten Gerhard Friedrich August Jansen (1791–1869). Ihr gemeinsamer Sohn Günther Jansen wurde später ebenfalls oldenburgischer Ministerpräsident.
- Karl Heinrich Ernst von Berg (1810–1894), oldenburgischer Innenminister und Ministerpräsident.

## Werke
- Versuch über das Verhältnis der Moral zur Politik.2 Bände. Heilbronn. 1790 und 1791. Zweiter Theil. Online
- Darstellung der Visitation des Kaiserlichen und Reichskammergerichts nach Gesetzen und Herkommen. Göttingen. 1794. Online
- Über Teutschland's Verfassung und die Erhaltung der öffentlichen Ruhe in Teutschland. Göttingen. 1795. Online
- Staatswissenschaftliche Versuche. 2 Bände. Lübeck und Leipzig. 1795.
- Grundriß der reichsgerichtlichen Verfassung und Praxis. Göttingen. 1797.
- Handbuch des teutschen Polizeyrechts. 7 Bände. Hannover. 1799–1809.
- Juristische Beobachtungen und Rechtsfälle. 4 Bände. Hannover. 1802–1810.
- Abhandlungen und Erläuterung der rheinischen Bundesacte. Hannover. 1808. Erster Theil. Online
- Vergleichende Schilderung der Organisation der französischen Staatsverwaltung in Beziehung auf das Königreich Westphalen und andere deutsche Staaten. Frankfurt. 1808. Online
- Betrachtungen über die Wiederherstellung des politischen Gleichgewichts in Europa. Leipzig. 1814. Online
- Georg Ludwig, Herzog von Holstein-Gottorp. Veröffentlicht in Oldenburgische Blätter. 1830. S. 257 ff.